# Tadahito Iguchi
Tadahito Iguchi (井口 資仁 Iguchi Tadahito?), född den 4 december 1974 i Tanashi, är en japansk professionell basebolltränare och före detta -spelare som är tränare för Chiba Lotte Marines i Nippon Professional Baseball (NPB). Iguchi var andrabasman.
Iguchi tog silver för Japan vid olympiska sommarspelen 1996 i Atlanta.
Iguchi inledde sin proffskarriär i NPB 1997 för Fukuoka Daiei Hawks och spelade för den klubben till och med 2004. Därefter åkte han över till Nordamerika och spelade i Major League Baseball (MLB) för Chicago White Sox (2005–2007), där han var med och vann World Series 2005, Philadelphia Phillies (2007), San Diego Padres (2008) och Phillies igen (2008). 2009 återvände han till Japan och NPB och började spela för Chiba Lotte Marines. Han spelade för den klubben fram till det att han lade av efter 2017 års säsong.
2018 tog Iguchi över som tränare för Chiba Lotte Marines.